# Albert Wenzel
Albert Wenzel (* 16. Juni 1901; † 21. August 1971 in Bremerhaven) war ein deutscher Politiker. Er war Mitglied der Bremischen Bürgerschaft (SPD).   

## Biografie
Wenzel war als Kontrolleur in Bremerhaven tätig. Er war mit Auguste Wenzel verheiratet. Er ist auf dem Friedhof  Bremerhaven-Lehe III beerdigt.
Er war Mitglied in der SPD in einem Ortsverein in Bremerhaven - Lehe und in verschiedenen Funktionen aktiv. Er war für die SPD von 1949 bis 1955 in der 2. und 3. Wahlperiode sechs Jahre lang Mitglied der Bremischen Bürgerschaft und in der Bürgerschaft in verschiedenen Deputationen tätig. 